# Natasha Dupeyrón
Natasha Elizabeth Dupeyrón Estrada, née le 3 juin 1991 à Mexico, est une actrice, chanteuse et mannequin mexicaine. Elle a joué dans plusieurs séries télévisées (telenovelas) depuis son enfance. De 2011 à 2014, elle était membre du groupe de musique pop mexico-argentin Eme 15 (en).

## Biographie
Natasha Dupeyrón est née le 3 juin 1991 à Mexico au Mexique. En 1995, elle a participé à la série télévisée mexicaine María la del barrio. Par la suite, elle a joué dans plusieurs séries télévisées pour enfants en plus d'une dizaine de pièces de théâtre.
En 2007, elle a joué dans la série télévisée mexicaine Lola: Once Upon a Time (en), puis, l'année suivante, dans Juro que te amo. En 2009, elle a joué dans Verano de amor. En 2011, elle a joué dans le vidéoclip de la chanson El tiempo no lo cambiará du chanteur mexicain Matteos. De 2009 à 2012, elle a été un mannequin pour le catalogue Cklass au Mexique.
En 2012, elle a joué dans la série télévisée Miss XV. Les six acteurs principaux de cette série, incluant Natasha Dupeyrón, ont formé le groupe de musique mexico-argentin Eme 15 (en) jusqu'à leur séparation en 2014. Pendant ce temps, Natasha Dupeyrón a également continué à jouer au théâtre. En septembre 2012, elle a signé un contrat avec les cosmétiques Maybelline au Mexique et est apparu dans des publicités pour la ligne Pure + Makeup. En mai 2013, elle est devenue l'image de la campagne 100% color de Garnier pour Garnier Fructis au Mexique. En septembre 2014, elle a participé à la campagne nationale appelée No te hagas güey, avec d'autres artistes mexicains, afin d'effectuer de la sensibilisation contre la consommation d'alcool par les mineurs au Mexique.
Elle a joué dans les films Treintona, soltera y fantástica (en) et Tales of an Immoral Couple (en) sortis en 2016 ainsi que El que busca encuentra (en) sorti en 2017. Également en 2016, elle a joué la voix de "Katie" dans l'adaptation en espagnol d'Amérique latine du film d'animation The Secret Life of Pets.
Le 21 juin 2017, elle a été nommée comme "révélation féminine" pour son rôle dans le film Treintona, soltera y fantástica à la cérémonie des prix Ariel. Par la suite, elle a joué dans le film Plan V (en) sorti en 2018. En décembre 2019, elle s'est mariée avec l'acteur mexicain Yago Muñoz qui faisait également partie du groupe Eme 15.

## Filmographie
| Année | Film                                    | Rôle              |
| ----- | --------------------------------------- | ----------------- |
| 2000  | Recompensa                              | Regina            |
| 2006  | Efectos secundarios (en)                | Mimí à 18 ans     |
| 2015  | Ladronas de almas                       | Roberta Cordero   |
| 2016  | Treintona, soltera y fantástica (en)    | Regina            |
| 2016  | La vida inmoral de la pareja ideal (en) | Amelia            |
| 2017  | El que busca encuentra (en)             | Bibiana Zamarripa |
| 2018  | Plan V (en)                             | Paula             |
| 2019  | La boda de mi mejor amigo (en)          | Pamela            |
| 2019  | Un papá pirata (en)                     | Sara              |

## Télévision
| Année     | Série                       | Rôle                                 |
| --------- | --------------------------- | ------------------------------------ |
| 1995      | María la del barrio         | Perlita Ordóñez                      |
| 1998      | Gotita de amor (en)         | Loreta                               |
| 1998      | Ángela (TV series) (en)     | María Molina                         |
| 2000-2001 | Carita de ángel (en)        | Lucía                                |
| 2000      | Siempre te amaré (en)       | Antonia                              |
| 2001      | Amigas y rivales            | Aurora                               |
| 2002      | La Otra (en)                | Natalia Ibáñez                       |
| 2003      | De pocas, pocas pulgas (en) | Alejandra « Alex » Lastra            |
| 2004-2005 | Rebelde                     | Natasha / Augustina                  |
| 2005      | Contra viento y marea       | Gringa                               |
| 2005      | Peregrina (en)              | Eva                                  |
| 2007-2008 | Lola, érase una vez (en)    | Marion Von Ferdinand                 |
| 2008      | La rosa de Guadalupe        | Verónica (épisode : A como de lugar) |
| 2008-2009 | Juro que te amo             | Rosalía Madrigal                     |
| 2009      | Verano de amor              | Berenice Perea Olmos                 |
| 2012      | Berenice Perea Olmos        | Nathalia D'Acosta                    |
| 2013-2014 | Qué pobres tan ricos        | Frida Ruizpalacios Romagnoli         |
| 2017      | M.I.N.T.                    | Abigail                              |
| 2018      | Aquí en la Tierra (en)      | Pia (épisode : Bufotenina            |
| 2018-2019 | La casa de las flores       | Ana Paula « La Chiquis » Corcuera    |

## Théâtre
| Année | Pièce de théâtre   | Rôle         | Notes                              |
| ----- | ------------------ | ------------ | ---------------------------------- |
| 2004  | Un mundo de colore |              | Pièce de théâtre pour enfants      |
| 2006  | Vaselina           | Chiquis      | Production mexicaine de Grease     |
| 2011  | Cenicienta         | Cenicienta   | Production mexicaine de Cendrillon |
| 2015  | Bien viaje         | Ana          |                                    |
| 2015  | Infidelidades      | Julieta      |                                    |
| 2015  | La Llamada         | Maria Casado |                                    |
| 2017  | M.I.N.D.           | Juana        | Comédie à sketchs                  |
| 2017  | Closer             | Alicia       | Adaptation mexicaine de Closer     |

## Vidéoclips
| Année | Vidéoclip                                      | Artiste     | Notes                             |
| ----- | ---------------------------------------------- | ----------- | --------------------------------- |
| 2011  | El tiempo no lo cambiará                       | Matteos     |                                   |
| 2012  | Wonderland                                     | Eme 15 (en) |                                   |
| 2012  | Solamente Tú                                   | Eme 15 (en) |                                   |
| 2013  | Differente                                     | Eme 15 (en) | En direct de l'Auditorio Nacional |
| 2013  | Te Quiero Más                                  | Eme 15 (en) |                                   |
| 2013  | Campagne Vivan los Niños                       | Eme 15 (en) |                                   |
| 2013  | Campagne Baila « Muévete con Chester Cheetos » | Eme 15 (en) |                                   |
| 2015  | Contigo puedo ser quien soy                    | Juan Solo   |                                   |
| 2016  | Tú                                             | Yago Muñoz  |                                   |